# Muchacha italiana viene a casarse
Muchacha Italiana viene a casarse es una telenovela argentina de 1969, producida por QQ Producciones para Río de la Plata TV (hoy El Trece) y protagonizada por Alejandra da Passano y Rodolfo Ranni, la cual fue un éxito rotundo en toda Argentina y exportada a un total de 200 países alrededor del mundo.[cita requerida]

## Argumento
Valeria Donati es una humilde y bella muchacha napolitana quien recibe desde Argentina una invitación con pasaje para casarse con Vittorio Maglione, un paisano suyo residente en Argentina; pero al llegar a Buenos Aires descubre que el "novio" es un anciano de mal carácter; la joven entra a trabajar como empleada doméstica en la suntuosa casa de los Lindsay, una familia muy adinerada; allí se enamora de Juan Francisco, el hijo mayor de esa familia, quien inicialmente solo pretende seducirla con fines sexuales, sin embargo pronto el amor es correspondido y, pese a esto, se producen muchas contrariedades debido a las intrigas y las diferencias sociales. Sin embargo todo concluye con un final feliz.
(Se emitió entre 1969 y 1972, de lunes a viernes de 15.00 a 15.30).

## Elenco
- Alejandra da Passano ... Valeria Donatti
- Rodolfo Ranni ... Juan Francisco Lindsay
- Jorge De La Riestra ... Vittorio Maglione
- María Valenzuela ... Gianna Donatti
- Lydia Lamaison ... María Mercedes Lindsay
- Gabriela Acher ... Analía
- Jacques Arndt ... Joseph
- Norberto Aroldi ... Humberto Di Mastro
- Hilda Bernard ... Fanny
- Susana Fernández Anca ... Fanny
- Héctor Biuchet ... Héctor
- Hugo Caprera ... Vicente
- Alba Castellanos ... Elena
- Antonio Grimau ... Eduardo
- Zelmar Gueñol ... Patricio
- Iván Grondona ... Conde Amelio Orsini
- Horacio Heredia ... "Ñato"
- Natacha Nohani ... Cecilia
- Horacio O'Connor ... Ricardo
- Dina Pardes ... Silvia
- Renée Roxana ... Miss Eleanor Cooper
- Flora Steimberg ... Teresa Ferrari
- Alicia Aller
- Virginia Ameztoy
- Alicia Berdaxagar
- Elena Cruz... Dulce
- Victor Fasari
- Héctor Fuentes
- Ovidio Fuentes
- Paquita Muñoz... Carmen primera
- Nya Quesada... Carmen Segunda
- Carlos Vanoni

### Equipo técnico
- Libro: Delia González Márquez
- Asesora de vestuario: Regina
- Escenografìa: Enrique Zanini - Jorge Vede - Miguel Paradiso
- Iluminación: Arquimedes Benítez - Alfredo San Juan - Francisco Palau - Adolfo Abate - Jorge Bonanno - Jorge Correa  - Jose V. Barcia - Domingo Aguirre
- Asistente de dirección: Eduardo valentini - Jesuan Valencia - Pedro Luis Tubello
- producciòn: Fernando Siro - Martha Reguera -  Delia González Márquez
- Direcciòn: Miguel Larrarte - Carlos Escalada

## Versiones posteriores
- Argentina: En 1983 Canal 9 produjo la telenovela Esa Provinciana, la cual fue dirigida por Eliseo Nalli y protagonizada por Camila Perisé y Juan José Camero.
- México: La cadena Telesistema Mexicano (hoy Televisa) realizó su primera versión de Muchacha italiana viene a casarse en 1971 con Angélica María y Ricardo Blume. Luego, en 1987, Televisa hizo la segunda versión de la misma titulada Victoria, la cual fue protagonizada por Victoria Ruffo y Juan Ferrara y, entre 2014 y 2015, se filmó Muchacha italiana viene a casarse (siendo ésta la tercera versión de la misma que se hizo en México), ahora con Livia Brito y José Ron en los roles protagónicos.